# Yuzuho Shiokoshi
Yuzuho Shiokoshi (塩越 柚歩, Shiokoshi Yuzuho) (, née le 1er novembre 1997 à Kawagoe au Japon, est une joueuse internationale japonaise de football évoluant au poste de milieu de terrain avec les Urawa Red Diamonds.

## Biographie
Avec l'équipe du Japon des moins de 20 ans, elle participe à la Coupe du monde des moins de 20 ans 2016. Lors du mondial junior organisé en Papouasie-Nouvelle-Guinée, elle ne joue qu'une seule rencontre, face au Nigeria.
Elle dispute ensuite avec l'équipe du Japon les Jeux olympiques d'été de 2020 organisés à Tokyo. Lors du tournoi olympique, elle joue deux matchs.

## Palmarès
- Finaliste de la Coupe de la Ligue en 2017 avec les Urawa Red Diamonds